# NGC 1934
NGC 1934 (również ESO 056-SC109, h 2842, GC 1140) – mgławica emisyjna znajdująca się w gwiazdozbiorze Złotej Ryby. Należy do Wielkiego Obłoku Magellana. Odkrył ją John Herschel 23 listopada 1834 roku. Jest częścią większej mgławicy LMC-N44. Według serwisów NASA/IPAC Extragalactic Database i The NGC/IC Project NGC 1934 to gromada otwarta leżąca bardziej na południe.